# 마이티 마우스 (애니메이션)
마이티 마우스는 테리툰스가 제작한 TV 애니메이션 시리즈이다. 1987년 9월 19일부터 1988년 10월 22일까지 CBS에서 총 26화로 방영되었다.
대한민국에서는 1992년에 MBC에서 방영되었다.

## 등장인물
- 마이티 마우스
- 노만 막사
- 피테이 페이트
- 피얼 퓨어하트
- 스트래피 마우스
- 브루스 베인
- 소어푸스
- 카우

## 같이 보기
- 루니 툰
- 미국의 애니메이션
- 테리툰스